# Messines (Québec)
Pour les articles homonymes, voir Messines (homonymie).
Messines est une municipalité du Québec (Canada) dans la municipalité régionale de comté de La Vallée-de-la-Gatineau et de la région administrative de l'Outaouais.
Son nom fait référence à la ville belge de Messines où des soldats canadiens ont combattu durant la Première Guerre mondiale.

## Démographie
| 1996  | 2001  | 2006  | 2011  | 2016  | 2021  |
| ----- | ----- | ----- | ----- | ----- | ----- |
| 1 517 | 1 322 | 1 610 | 1 608 | 1 609 | 1 655 |

## Administration
Les élections municipales se font en bloc pour le maire et les six conseillers.
| Messines Maires depuis 2001                                                                                          |              |         |          |
| Élection | Maire        | Qualité | Résultat |
| 2001 | Ronald Cross |         | Voir     |
| 2005 | Ronald Cross | Voir    |          |
| 2009 | Ronald Cross | Voir    |          |
| 2013 | Ronald Cross | Voir    |          |
| 2017 | Ronald Cross | Voir    |          |
| 2021 | Ronald Cross | Voir    |          |
| Élection partielle en italique Depuis 2005, les élections sont simultanées dans toutes les municipalités québécoises |              |         |          |

## Personnalité
- Réjean Lafrenière (1935-2016): Homme politique québécois né à Messines.
- Michel Noël (1944-2021), écrivain québécois né à Messines.